# 30-я танковая дивизия (СССР)
30-я танковая дивизия (в/ч 9465) — воинское соединение Вооружённых Сил СССР в Великой Отечественной войне.

## История формирования дивизии
Дивизия начала формироваться в феврале-марте 1941 года в Западном особом военном округе в составе 14-го мехкорпуса на основе кадровой 32-й легкотанковой бригады в Пружанах. На 15 мая 1941 года дислоцировалась в Слобудка Пружанского района.

### Предвоенное место дислокации дивизии
Западный особый военный округ, Слобудки Пружанский район.
Имела в наличии 189 танков, 28 орудий и 9100 человек личного состава.
30-я танковая дивизия, по распоряжению полковника Тутаринова, в ночь на 22 июня 1941 одним танковым полком проводила ночные стрельбы на танкодроме в районе Поддубно. Днем 21 июня на учениях этого полка присутствовали начальник штаба 4-й армии полковник Сандалов и командир 30-й дивизии — полковник Богданов.

В соответствии с планом прикрытия и распоряжением командующего армией дивизии 14-го механизированного корпуса продолжали сосредоточение в район Жабинки. Командир корпуса генерал-майор танковых войск С. И. Оборин доносил, что 30-я танковая дивизия к 11 часам 22 июня 1941 года находилась на марше в район сосредоточения и головой колонны главных сил вышла к рубежу Поддубно. Технической связи с нею не было. По докладу делегата связи, дивизия имела один боекомплект боеприпасов и одну заправку горючего. На марше ее части подвергались неоднократному налету авиации противника. О потерях сведений не поступало.— Сандалов Л. М. Боевые действия войск 4-й армии в начальный период Великой Отечественной войны
Около 11.00 22 июня 1941 года севернее Бреста от Мотыкалы к Видомлю прорвался 47-й моторизованный корпус вермахта, где столкнулся с советской 30-й танковой дивизией (имела на вооружении 211 легких танков Т-26), которая приостановила продвижение немцев, но тут же подверглась ударам с воздуха. Потери в 30-й танковой дивизии составили до 25 % личного состава, 30 % танков, погибли 3 командира батальонов и 5 командиров рот. В промежуточном донесении группы армий «Центр» указывалось, что 18-я танковая дивизия «отразила сильную танковую атаку русских».
Остановить продвижение 47-го корпуса 2-й танковой группы Гудериана севернее Бреста советские войска не смогли.

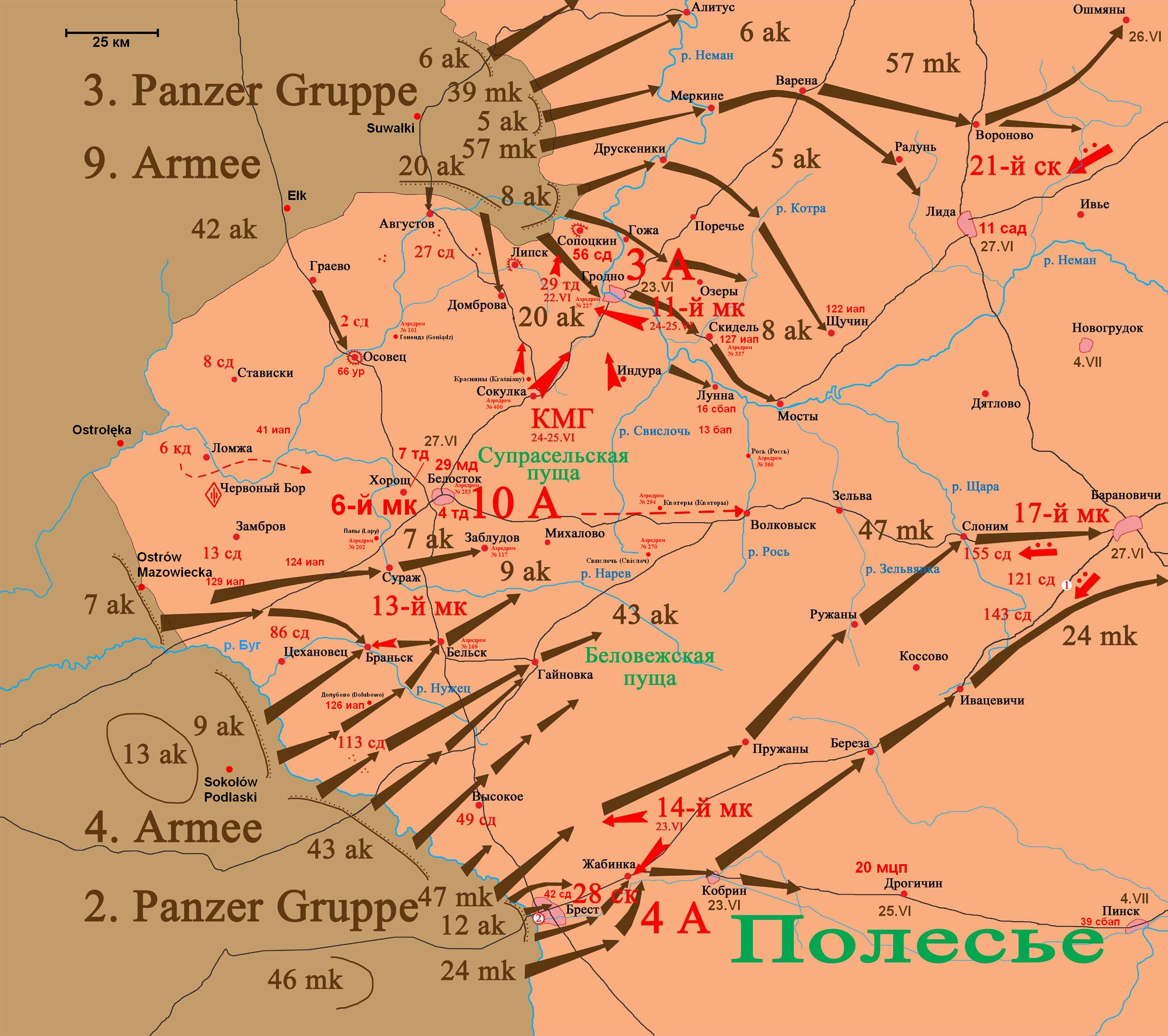
Окружение советских войск Западного фронта в Белостокском выступе, 22-27 июня 1941 года

23 июня в 8 часов утра 4-я армия перешла в наступление.
23 июня 1941 года части 14-го механизированного корпуса и 28-го стрелкового корпуса 4-й армии контратаковали немецкие войска в районе Бреста, но были отброшены.
За два дня боев 14-й механизированный корпус лишился большей части танков и другой техники.
Для прикрытия направления на Синявку 55-я стрелковая дивизия должна была занять оборону на рубеже Стрелово, Миловиды, Кулики.
К 13 часам 24 июня 1941 года передовые отряды 55-й стрелковой дивизии достигли Миловидов, где обнаружили отходившие после неудачного контрудара подразделения 205-й моторизованной дивизии.
24 июня 1941 года в 14 часов, после авиационной и артиллерийской подготовки немецкие танковые дивизии 24-го моторизованного корпуса нанесли удар по 55-й стрелковой дивизии, которая не успела за предоставленный час полностью подойти и организовать прочную оборону на рубеже Стрелово, Миловиды, Кулики.
Не выдержав наступления превосходящих сил противника, части 55-й стрелковой дивизии начали отходить на восток.
К месту прорыва противника был направлен сводный отряд из остатков 22-й и 30-й танковых дивизий. Успешный «контрудар подвижного резерва» 25-ти танков Т-26 сводного отряда 14-го мехкорпуса на какое-то время позволил стабилизировать положение 55-й стрелковой дивизии.
26 июня 1941 года значительная часть 14-го механизированного корпуса, по-прежнему, действовала в оперативном тылу 2-й немецкой танковой группы.
К середине июля дивизия лишилась в боях всех танков и понесла большие потери в личном составе, как и практически все части, встретившие войну в Белоруссии.

## Полное название
30-я танковая дивизия

## Подчинение
| Дата              | Фронт (округ)                 | Армия     | Корпус (группа)              | Примечания |
| ----------------- | ----------------------------- | --------- | ---------------------------- | ---------- |
| 22 июня 1941 года | Западный особый военный округ | 4-я армия | 14-й механизированный корпус | -          |

## Боевой и численный состав дивизии
- 60-й танковый полк
  - 1-й танковый батальон
  - 2-й танковый батальон
  - 3-й танковый батальон
- 61-й танковый полк

### Наличие боевых и вспомогательных машин в дивизии на 15 апреля 1941 года
В 30-й танковой дивизии положено было иметь по штату 63 танка КВ-1, всего в наличии в танковой дивизии не было ни одного тяжелого танка КВ.
В дивизии положено было иметь по штату 210 танка Т-34, всего в наличии в танковой дивизии не было ни одного среднего танка Т-34.

## Командно-политический состав дивизии

### Командиры дивизии
- Богданов, Семён Ильич, полковник
- Кононов, Иван Васильевич, полковник (с 24 июня 1941 года — по 28 июня 1941 года)

### Заместитель по политической части дивизии
- Алексей Алексеевич Илларионов, полковой комиссар (с 20 марта 1941 — , погиб)